# Nantiat
Nantiat – miejscowość i gmina we Francji, w regionie Nowa Akwitania, w departamencie Haute-Vienne.
Według danych na rok 1990 gminę zamieszkiwało 1561 osób, a gęstość zaludnienia wynosiła 61 osób/km² (wśród 747 gmin Limousin Nantiat plasuje się na 63. miejscu pod względem liczby ludności, natomiast pod względem powierzchni na miejscu 227.).

## Populacja

Populacja Nantiat w latach 1962–2008

## Galeria

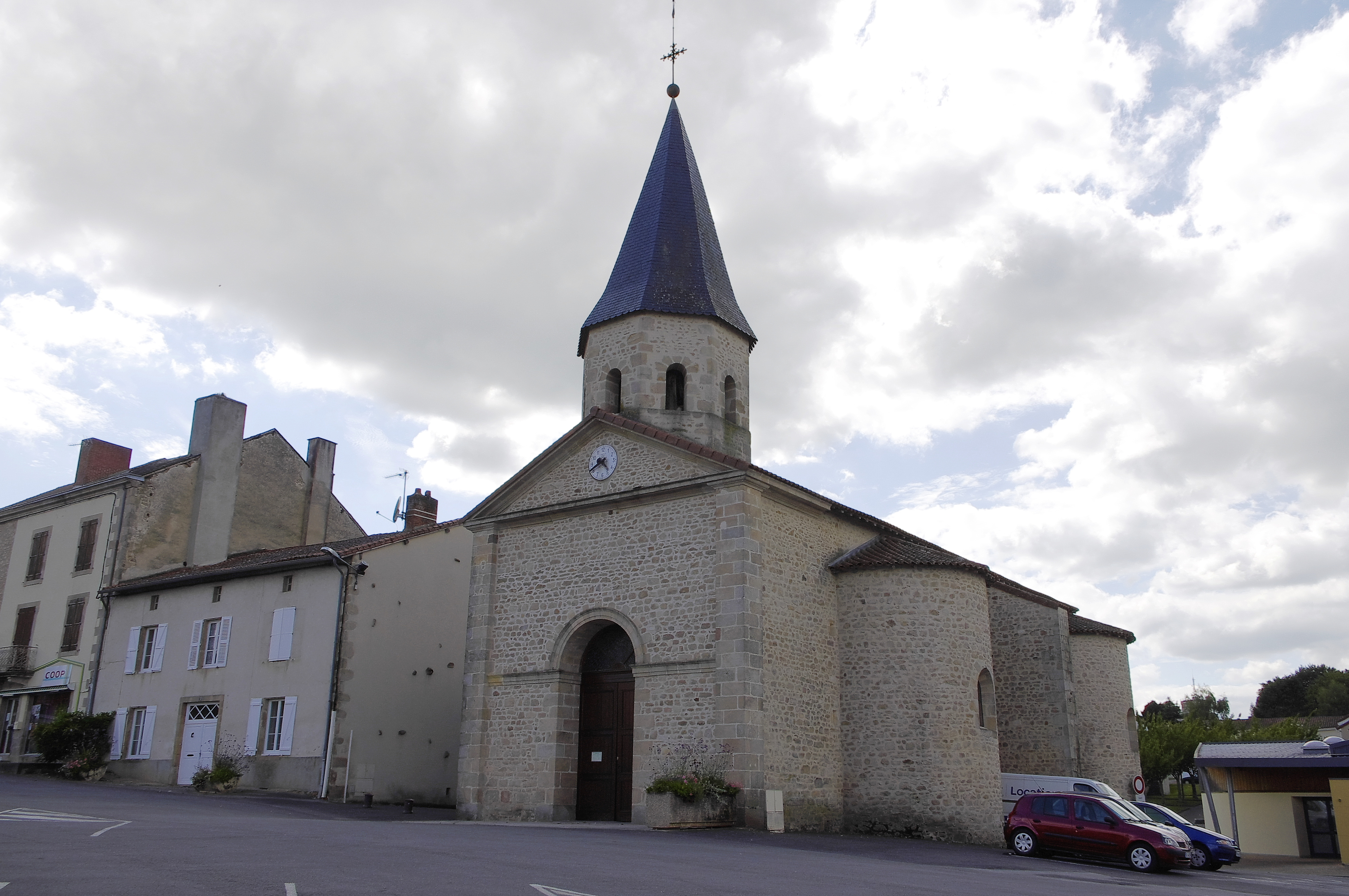
Kościół w Nantiat (2014)
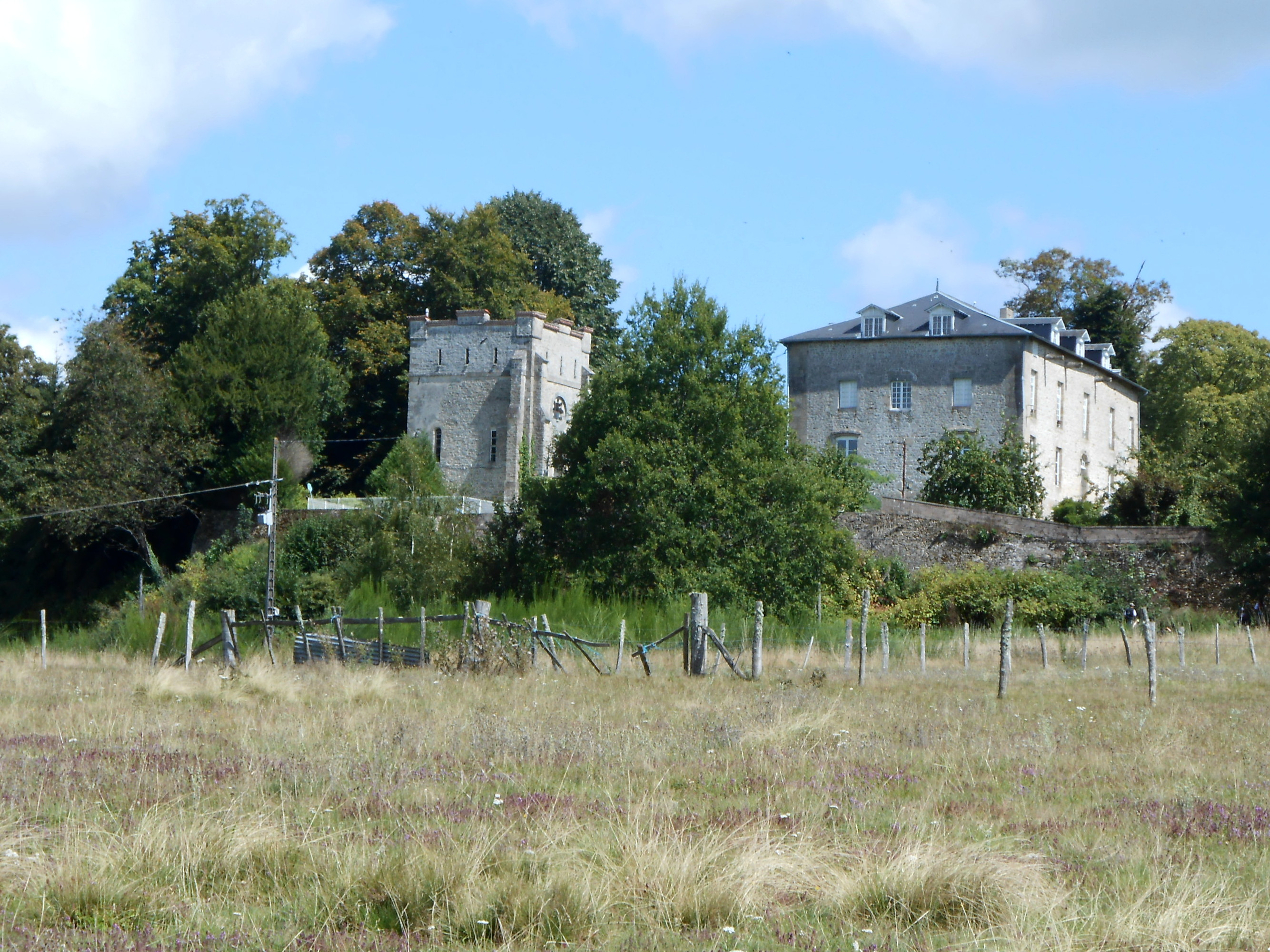
Zamek Nantiat (2014)